# 페이커
페이커(Faker, 본명: 이상혁, 1996년 5월 7일~)는 대한민국의 리그 오브 레전드 프로게이머이다. 포지션은 미드라이너이며 T1 소속이다.
2013년 SKT T1에 입단하면서 프로게이머로 데뷔했고 리그 오브 레전드 월드 챔피언십 5회 우승, 미드 시즌 인비테이셔널 2회 우승, 리그 오브 레전드 챔피언스 코리아 10회 우승, 아시안게임 금메달을 달성했다.

## 어린 시절
1996년 5월 7일 대한민국 서울특별시 강서구에서 태어났다. 페이커는 등원초등학교, 등원중학교를 졸업했으며 마포고등학교를 다니던 중 고등학교를 중퇴하고 리그 오브 레전드의 프로게이머로 데뷔했다.

## 선수 경력

### 프로 데뷔 전
아마추어 시절 고전파라는 닉네임을 사용했고 프로 데뷔 이전 인터넷 방송인 러너의 방송에 출연하기도 하였다.

### 2013 시즌
2013 스프링 시즌을 앞두고 SK텔레콤 T1 K에 입단했다. 2013년 4월 6일에 펼쳐진 CJ 엔투스 블레이즈와의 12강 경기에서 프로 데뷔전을 치렀다. 이 경기에서 페이커는 1세트와 2세트 모두 MVP에 선정되었다. 이어진 MVP 블루와의 경기에서도 11/0/1이라는 경기력을 보여주며 다시 한번 팀을 승리로 이끌었다. 스프링 시즌 페이커의 활약에 힘입어 SK텔레콤 T1 K는 3위를 기록이다. 2013 서머 시즌은 더욱 각성한 모습을 보여주었으며 서머 시즌 리그 MVP를 수상했다. 리그 오브 레전드 월드 챔피언십 시즌 3 선발전에서 KT 롤스터 불리츠을 상대로 승리를 거두며 팀을 월드 챔피언십에 진출시켰다.
월드 챔피언십 본선에서 첫 경기인 OMG와의 경기를 패했으나 남은 7경기를 모두 승리하여 7승 1패의 기록으로 8강 진출에 성공했다. 이어 8강전 감마니아 베어스와 4강전 나진 블랙 소드와의 경기를 모두 승리하였고 결승에서 로얄 클럽에 승리를 거두며 팀의 첫번째 롤드컵 우승에 공헌했다.

### 2014 시즌
2013-14 윈터 시즌 역시 팀의 우승을 이끌었으며 두 대회 연속으로 리그 MVP를 수상했다. 하지만 2014 스프링 8강전에서 삼성 오존과의 경기에서 패배를 막지 못해 NLB로 팀이 떨어지는 수모를 겪었다. 2014 스프링 NLB에서는 4강전에서 패배하여 3위에 머물렀다. SKT LTE-A LoL 마스터즈에서도 삼성 갤럭시에 패배해 준우승을 거두었다. 서머 시즌 롤챔스에서 삼성 오존과 만났으나 다시 한번 패배해 탈락했다. 이후 참가한 NLB 서머리그에서는 우승을 차지했다. 이로 인해 롤드컵 선발전에 진출했으며 2,3위 결정전에서 삼성 갤럭시 화이트와 만났으나 다시 한 번 3-0으로 패배해 롤드컵 진출은 좌절되었다.

### 2015 시즌

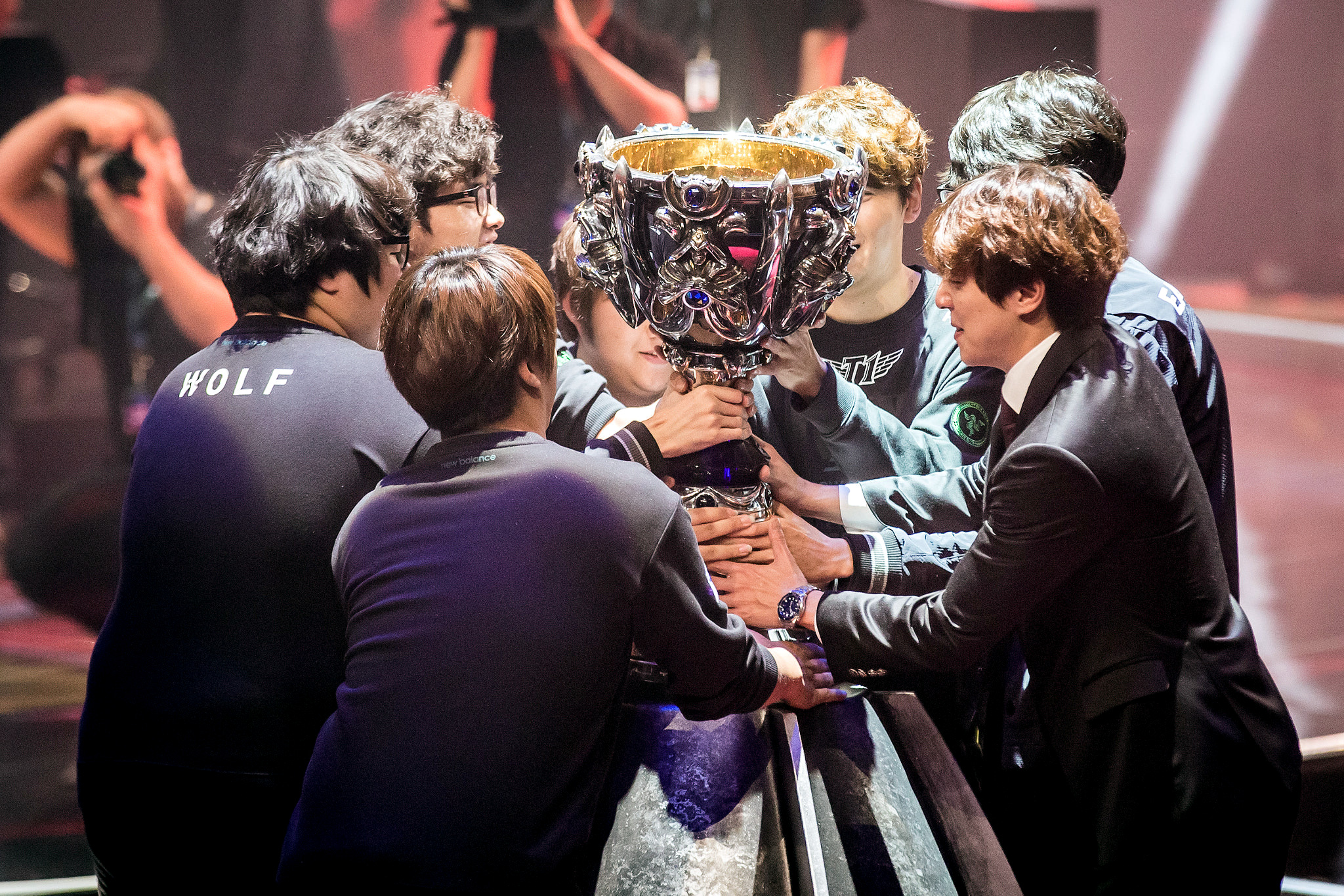
2015 월드 챔피언십 우승 사진.

2015 시즌을 앞두고 라이엇 게임즈가 원 팀 규정을 신설해 소속팀인 SK텔레콤 S와 팀이 합쳐져 SK 텔레콤 T1이 되었다. 
페이커 역시 합쳐진 팀에 잔류했다. 2015년 1월 7일에 치러진 나진 e-mFire와의 스프링 개막 경기에서 3세트 펜타킬을 기록하면서 개인 통산 첫 펜타킬을 기록했다. 스프링 시즌 팀은 리그 2위를 기록하며 플레이오프에 진출했으며 플레이오프 CJ 엔투스와의 경기에서 선발 출전하지 못했으나 2세트 이지훈과 교체 투입되면서 경기를 치렀고 패패승승승으로 역전에 성공해 팀의 결승 진출을 이끌었다.
하지만 결승전에서는 이지훈이 출전해 페이커는 출전되지 못했다. 결과는 SKT가 GE 타이거즈를 3-0으로 이기고 우승을 차지했다.스프링 시즌을 우승하면서 리그 오브 레전드 미드 시즌 인비테이셔널 2015에 참가했다. 하지만 결승전에서 EDG에 패배하며 준우승을 차지했다. 서머 시즌 17승 1패를 기록한 팀의 정규 시즌 우승을 이끌었다. 정규 시즌 우승을 통해 바로 포스트시즌 결승전에 진출했다. 결승전에서 페이커는 2세트와 3세트 MVP를 받는 활약을 통해 팀의 3-0 승리를 이끌었다. 페이커는 결승전 MVP로 선정되었다.
롤드컵에서는 팀의 주전 미드라이너로 활약하며 조별리그 전승에 기여했다. 4강 전인 오리진에서는 1,2세트 출전하지 않았으나 경기를 끝내기 위해 3세트에 출전했으며 그 경기를 승리해 팀의 결승 진출에 기여했다. 결승전에서는 선발로 출전했으며 팀의 3-1 승리를 통한 두 번째 롤드컵 우승에 기여했다.

### 2016 시즌
지난 시즌 주전 경쟁을 하던 이지훈이 스토브리그 기간 동안 이적하면서 팀의 주전 미드라이너로 낙점을 받았다. 스프링 시즌 3위를 거두며 준플레이오프에 진출했으며 진에어 그린윙스, KT 롤스터를 차례로 꺾고 결승 진출에 기여했다. 결승전 락스 타이거즈와의 경기에서 출전해 승리를 거두며 팀의 우승에 기여했다.
스프링 시즌 우승으로 참가한 리그 오브 레전드 미드 시즌 인비테이셔널 2016에서 우승을 차지하며 첫 번째 MSI 우승을 달성했다.
서머 시즌도 팀의 주전 미드라이너로 활약을 했다. 2016년 7월 11일에 열린 MVP와의 경기에서 LCK 최초로 1000킬을 달성했다. 서머 시즌 2위를 기록했으나 KT에게 붙잡히면서 탈락했다.
롤드컵에서는 조별리그 전승행진에 기여했으며 8강전 RNG와의 경기에서는 샤오후와의 대결에서 판정승을 거두며 팀의 4강 진출에 기여했다. 결승전에서 삼성 갤럭시와의 대결에서 3-2로 승리하며 3번째 롤드컵 우승을 달성했다.
시즌 종료 이후 올스타전에 참가했다.

### 2017 시즌
2017 스프링 시즌에서 개인 통산 5번째 우승을 거두었다.
스프링 우승 자격으로 2017 MSI에 참가했다. 대회 결승에서 G2를 상대로 3-1로 승리하면서 두 번째 MSI 우승을 거두었다.
2017 리프트 라이벌즈에서는 준우승에 머물렀다.
서머 시즌에는 4위를 거두면서 와일드카드부터 시작하게 되었다. 와일드카드 아프리카 프릭스전, 준플레이오프 삼성 갤럭시전, 플레이오프 KT 롤스터전의 승리에 기여하며 팀을 다시 한 번 결승에 올려놓았으나 결승전에서 롱주 게이밍에 패배하며 준우승에 머물렀다.
2017년 롤드컵에 출전하였다. 롤드컵에서 팀을 4강에 올려놓는데 이어 4강전에서 만난 RNG를 상대로 5세트 내내 갈리오를 픽하며 팀의 3-2 승리에 기여했다. 결승전에서 지난해 결승전에서 만난 삼성 갤럭시와 다시 만났지만 0-3으로 패배하며 준우승에 머물렀다.
시즌 종료 이후 올스타전에 출전했다.

### 2018 시즌
2018 스프링 시즌에는 팀과 함께 부진한 모습을 보여주었으며 준플레이오프에서 KT 롤스터에게 패배하면서 탈락했다.
2018 서머 시즌 초반에도 부진이 계속이어졌으며 2018년 6월 20일에 치러진 MVP와의 경기에서는 선발 명단에서 제외되기도 했다. 하지만 다음 경기인 그리핀과의 경기에서 다시 선발 출전했다. 시즌 후반부에서는 피레안에게 주전 자리를 빼앗기며 출전하지 못했다.

### 2019 시즌

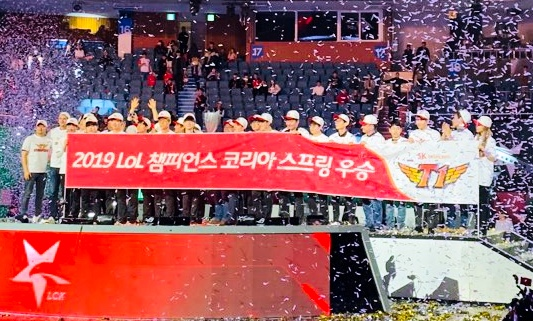
2019 LCK 스프링 우승 사진.

주전 경쟁을 하던 피레안이 스토브리그 기간 중 LEC로 떠나면서 다시 한 번 SKT의 주전 미드라이너로 낙점받았다. 이 기간에 SKT와 재계약을 체결했다.
스프링 시즌 팀의 7번째 리그 우승에 기여했다. 스프링 시즌 우승 자격으로 MSI에 참가했다. 개인 통산 3번째 MSI 우승을 노렸으나 4강에서 G2에게 일격을 맞아 탈락을 했다.
서머 시즌 초반 팀이 9위로 처졌으나 지금부터 13연승하면 된다는 발언을 하여 주목을 받았다.
그 후 SKT는 9연승을 기록하였으며 최종 4위를 기록해 포스트시즌에 진출했다. 포스트시즌에서 팀의 상승세에 기여했으며 팀을 결승에 올리는 기적을 이끌었다. 
결승전에서 만난 그리핀을 상대로 승리하면서 기적을 완성하였으며 통산 8번째 우승을 달성했다. 서머 시즌 우승으로 롤드컵 본선에 자동진출했다. 롤드컵에서 조별리그 1위와 4강 진출에 기여했으나 4강에서 G2와 격돌해 패배하였다.

### 2020 시즌
2020 시즌을 앞두고 T1과 3년 재계약을 맺었으며 이와 동시에 T1의 파트 오너로 새롭게 자리매김했다.
2020년 3월 5일에 열린 아프리카 프릭스와의 경기에서 LCK 역사상 첫 2000킬을 기록했다. 페이커는 팀이 2020 스프링 시즌 우승을 차지하며 통산 9번째 우승을 달성했다.
미드 시즌 컵에 참가했으나 팀은 1승 2패로 탈락했다.
서머 시즌에는 다시 부진한 폼을 보여주었다. 시즌 중반 이후에는 클로저에게 선발을 뺏기기도 했다. 하지만 롤드컵 선발전에서는 주전으로 출전하였다. 그러나 롤드컵 본선 진출에는 실패했다.
시즌 종료 이후 올스타전에 참여했다. 이번 올스타전에서 원딜 포지션에 데프트가 선정되면서 데뷔 후 처음으로 고등학교 동창인 데프트와 함께 경기를 하였다.

### 2021 시즌
2021 스프링 시즌에는 클로저와 번갈아 출전하는 모습을 보여주었다. 2021년 2월 3일에 열린 농심 레드포스와의 경기에서 LCK 통산 600경기 출전을 기록했다. 다음 경기인 2021년 2월 6일 프레딧 브리온과의 경기에서 400승을 기록했다. 스프링 시즌 후반부터는 주전으로 출전하였으며 팀의 포스트시즌 진출에 기여했다. 6강 플레이오프에서 DRX를 이기는데 성공했으나 4강 PO에서 젠지에게 패배하면서 탈락했다.
서머 시즌에서는 클로저와의 주전 경쟁에서 승리하면서 팀 내 주전 미드라이너로 활동했다. 팀은 시즌 초반 부침을 겪었지만 시즌 말미로 갈 수록 상승세의 모습을 보여주었다. 페이커도 이 기간 동안 폼을 끌어올리며 좋은 모습을 보여주었다. 팀은 결승전에 진출했지만 담원 기아에게 패배하면서 준우승을 하였다.
롤드컵 선발전 결승전에서 한화생명을 상대로 3-2로 승리하며 그룹 스테이지 진출을 확정지었고 이어 참가한 리그 오브 레전드 월드 챔피언십 2021에서는 로스터에 포함되면서 참가했다. 페이커는 대회 기간 동안 팀의 주전 미드라이너로 활동했다. 대회 조별리그 5차전 에드워드 게이밍과의 경기에서는 트페를 잡아 상대 선수들을 무력하게 만드는 활약을 보여주면서 팀의 승리를 이끌기도 했다. T1은 조별리그를 1위로 통과했으며 8강전인 한화생명과의 경기에서도 승리해 4강에 진출했다. 하지만 4강전에서는 담원 기아에게 3-2로 패배했다.

### 2022 시즌

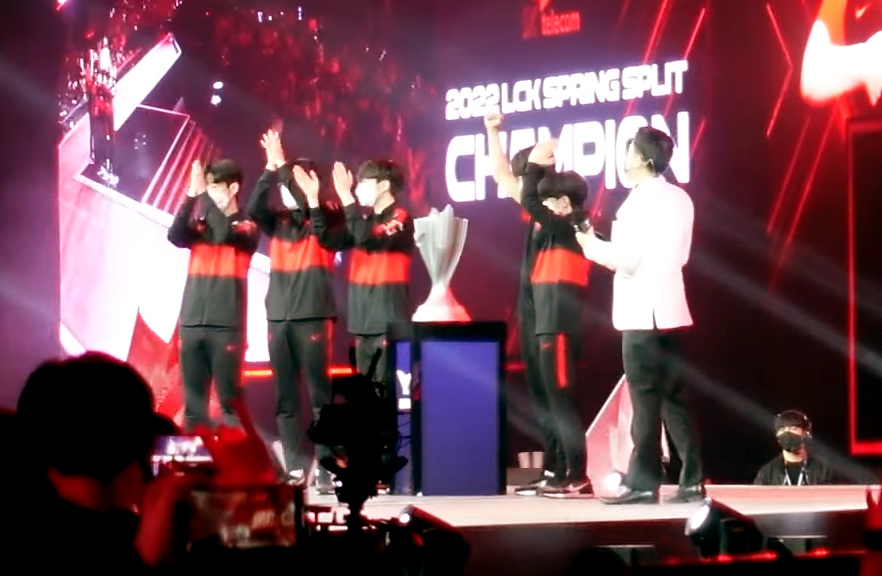
2022 LCK 스프링 전승 우승 사진.

2022 시즌을 앞두고 T1과 재계약을 체결했다. 스프링 시즌 동안 페이커는 T1의 주전 미드라이너로 활동하면서 과거 전성기 시절에 보여주었던 기량을 스프링 시즌 동안 보여주었다는 평을 받았다. 이후 스프링 시즌 LCK에서 전승을 기록하였으며 스프링 시즌 결승전에서도 Gen.G를 상대로 3-1로 승리하면서 통산 LCK 10회 우승을 달성하였다.
부산광역시에서 치러지는 미드 시즌 인비테이셔널 2022 대회에서 LCK 스프링 시즌 우승팀 자격으로 참가하였다. 하지만 결승전에서 로열 네버 기브업에 3-2로 패배하며 준우승을 기록하였다.

### 2023 시즌

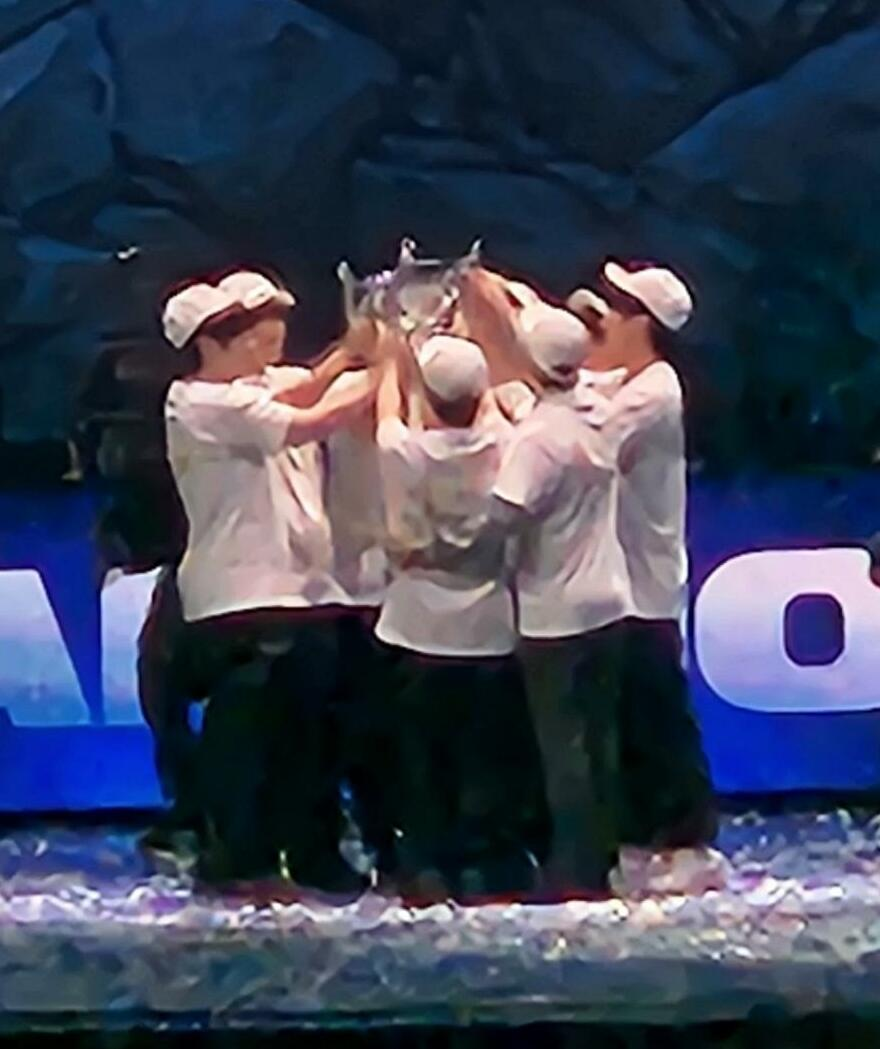
2023 월드 챔피언십 우승 사진.

2022년 아시안 게임에 참가하는 대한민국 리그 오브 레전드 국가대표팀 명단에 포함되었다. 페이커는 9월 22일, 항저우에 도착했으며 페이커를 보기위해 공항에 많은 인파가 몰려들어와서 화제를 모으기도 했다. 페이커는 조별리그인 카자흐스탄전에 출전하였으며 팀의 승리에 기여했다. 하지만 이후에는 독감 등으로 인한 컨디션 저하로 인해 대표팀에서 쵸비에게 주전을 내주어 이후 경기에는 출전을 기록하지 못했다. 이후 대표팀이 결승전에서 중화 타이베이를 2-0으로 제압하게 됨에 따라 아시안게임 금메달을 획득하였다.
리그 오브 레전드 월드 챔피언십 2023에서는 T1의 주전 미드라이너로 활동하였다. 스위스 스테이지에서부터 안정적인 모습을 보여주었으며 팀의 8강 진출에 기여했다. 8강전인 LNG e스포츠와의 경기에서도 상대 미드라이너인 스카웃에 판정승을 거두면서 팀의 4강 진출에 기여했다. 이어진 징동 게이밍과의 4강전에서 페이커는 인상적인 활약을 보여주면서 팀의 결승 진출에 기여했다. 특히 징동과의 3세트 막판에서 아지르의 스킬인 황제의 진영으로 룰러를 넘기면서 T1의 한타 승리를 이끄는 장면은 4강전 최고의 슈퍼플레이로 여겨지며 큰 화제를 모으기도 했다. 2023년 11월 19일에 펼쳐진 대회 결승전에서 웨이보 게이밍에 3-0 승리를 거두게 됨에 따라 2016년 이후 7년만에 월드 챔피언십 우승을 거머쥐게 되었으며 사상 첫 월드 챔피언십 4회 우승을 기록하게 되었다.

### 2024 시즌
리그 오브 레전드 월드 챔피언십 2024의 막판에서 역전승을 거두며 작년에 이어 우승을 차지한다. 이로써 월드 챔피언십 5회 우승이 되었다.

## 소속팀
| # | 팀명        | 소속 기간    | 소속 리그 | 비고 |
| - | ----------- | ------------ | --------- | ---- |
| 1 | SK텔레콤 T1 | 2013. 4. 6.~ | LCK       |      |

## 수상 내역
2013

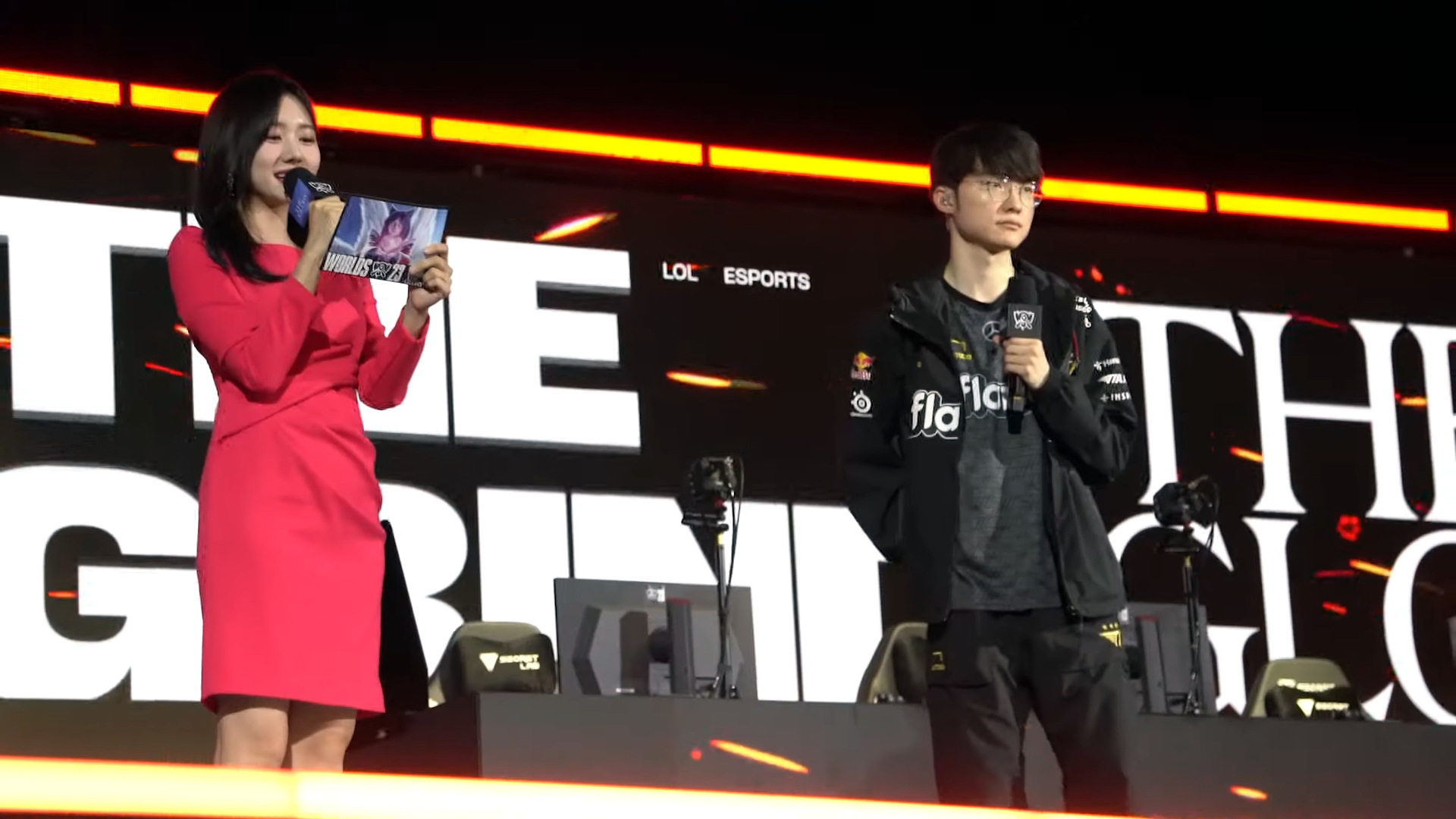
2023 월드 챔피언십 인터뷰 사진.

- 핫식스 리그 오브 레전드 챔피언스 서머 2013 우승 (SK텔레콤 T1)
- 핫식스 리그 오브 레전드 챔피언스 서머 2013 MVP 최우수선수상
- 리그 오브 레전드 월드 챔피언십 시즌 3 우승 (SK텔레콤 T1)
- 2013 대한민국 e스포츠 대상 리그 오브 레전드 미드 부문 최우수 선수상

2014
- 판도라TV 리그 오브 레전드 챔피언스 윈터 2013-2014 우승 (SK텔레콤 T1 K)
- 판도라TV 리그 오브 레전드 챔피언스 윈터 2013-2014 MVP 최우수선수상
- 리그 오브 레전드 올스타 인비테이셔널 2014 우승 (SK텔레콤 T1 K)
- SK텔레콤 LTE-A LoL 마스터즈 2014 준우승 (SK텔레콤 T1)
- 아이티엔조이 나이스게임TV 리그 오브 레전드 배틀 서머 2014 우승 (SK텔레콤 T1 K)

2015
- 스베누 리그 오브 레전드 챔피언스 코리아 스프링 2015 우승 (SK텔레콤 T1)
- 미드 시즌 인비테이셔널 2015 준우승 (SK텔레콤 T1)
- 스베누 리그 오브 레전드 챔피언스 코리아 서머 2015 우승 (SK텔레콤 T1)
- 스베누 리그 오브 레전드 챔피언스 코리아 서머 2015 플레이오프 MVP상 수상
- 리그 오브 레전드 월드 챔피언십 2015 우승 (SK텔레콤 T1)
- 리그 오브 레전드 올스타전 2015 우승
- 2015 대한민국 e스포츠 대상 올해의 대상
- 2015 대한민국 e스포츠 대상 리그 오브 레전드 최우수 선수상
- 2015 대한민국 e스포츠 대상 미드 부문 인기상

2016
- 인텔 익스트림 마스터즈 시즌 10 월드 챔피언십 우승 (SK텔레콤 T1)
- 롯데 꼬깔콘 리그 오브 레전드 챔피언스 코리아 스프링 2016 우승 (SK텔레콤 T1)
- 미드 시즌 인비테이셔널 2016 우승 (SK텔레콤 T1)
- 미드 시즌 인비테이셔널 2016 결승 MVP
- 리그 오브 레전드 월드 챔피언십 2016 우승 (SK텔레콤 T1)
- 리그 오브 레전드 월드 챔피언십 2016 MVP
- 리그 오브 레전드 올스타전 2016 준우승
- 2016 대한민국 e스포츠 대상 올해의 대상
- 2016 대한민국 e스포츠 대상 리그 오브 레전드 최우수 선수상
- 2016 대한민국 e스포츠 대상 미드 부문 인기상

2017
- 리그 오브 레전드 챔피언스 코리아 스프링 2017 우승 (SK텔레콤 T1)
- 미드 시즌 인비테이셔널 2017 우승 (SK텔레콤 T1)
- 2017 리프트 라이벌즈 준우승 (SK텔레콤 T1)
- 리그 오브 레전드 챔피언스 코리아 서머 2017 준우승 (SK텔레콤 T1)
- 리그 오브 레전드 월드 챔피언십 2017 준우승 (SK텔레콤 T1)
- 2017 더 게임 어워드 최고의 e스포츠 선수

2018
- 2018 리프트 라이벌즈 준우승 (SK텔레콤 T1)
- 2018년 자카르타-팔렘방 아시안 게임 e스포츠 리그 오브 레전드 은메달 (대한민국)
- 리그 오브 레전드 올스타전 2018 우승
- 2018 e스포츠 명예의 전당 스타즈
- e스포츠 명예의 전당 히어로즈

2019
- 스무살 우리 리그 오브 레전드 챔피언스 코리아 스프링 2019 우승 (SK텔레콤 T1)
- 2019 리프트 라이벌즈 우승 (SK텔레콤 T1)
- 우리은행 리그 오브 레전드 챔피언스 코리아 서머 2019 우승 (SK텔레콤 T1)
- 리그 오브 레전드 올스타전 2019 우승
- 2019 e스포츠 명예의 전당 스타즈

2020
- 우리은행 리그 오브 레전드 챔피언스 코리아 스프링 2020 우승 (T1)
- 리그 오브 레전드 올스타전 2020 우승
- 2020 e스포츠 명예의 전당 스타즈

2021
- 리그 오브 레전드 챔피언스 코리아 서머 2021 준우승 (T1)
- 2021 LCK 어워드 카카오웹툰 나 혼자만 레벨업 상

2022
- 리그 오브 레전드 챔피언스 코리아 스프링 2022 우승 (T1)
- 리그 오브 레전드 챔피언스 코리아 스프링 2022 All-Pro 퍼스트팀 (T1)
- 미드 시즌 인비테이셔널 2022 준우승 (T1)
- 리그 오브 레전드 챔피언스 코리아 서머 2022 준우승 (T1)
- 리그 오브 레전드 월드 챔피언십 2022 준우승 (T1)
- 2022 LCK 어워드 BBQ 베스트 이니시에이팅 플레이어 상
- 2022 e-스포츠 명예의 전당 스타즈

2023
- 리그 오브 레전드 시즌 킥오프 2023 준우승
- 리그 오브 레전드 챔피언스 코리아 스프링 2023 All-Pro 퍼스트팀 (T1)
- 리그 오브 레전드 챔피언스 코리아 스프링 2023 준우승 (T1)
- 리그 오브 레전드 챔피언스 코리아 서머 2023 준우승 (T1)
- 2022년 항저우 아시안 게임 e스포츠 리그 오브 레전드 금메달 (대한민국)
- 리그 오브 레전드 월드 챔피언십 2023 우승 (T1)
- 2023 e-스포츠 명예의 전당 스타즈
- 2023 e스포츠 어워드 올해의 선수상
- 2023 더 게임 어워드 최고의 e스포츠 선수
- 2023 LCK 어워드 OP.GG 서치 킹 상
- 2023 LCK 어워드 포지션별 올해의 선수
- 2023 LCK 어워드 올해의 선수

2024
- 리그 오브 레전드 시즌 오프닝 2024 준우승
- 리그 오브 레전드 챔피언스 코리아 스프링 2024 All-Pro 세컨드팀(T1)
- 리그 오브 레전드 챔피언스 코리아 스프링 2024 준우승(T1)
- 2024 전설의 전당 헌액자
- 이스포츠 월드컵 2024 우승 (T1)
- 이스포츠 월드컵 2024 MVP
- 리그 오브 레전드 월드 챔피언십 2024 우승 (T1)
- 리그 오브 레전드 월드 챔피언십 2024 MVP
- 2024 e-스포츠 명예의 전당 스타즈
- 2024 e스포츠 어워드 올해의 선수상
- 2024 더 게임 어워드 최고의 e스포츠 선수
- 2024 LCK 어워드 OP.GG 서치 킹 상
- 2024 LCK 어워드 포지션별 올해의 선수
- 2024 LCK 어워드 올해의 선수

2025
- 리그 오브 레전드 시즌 오프닝 2025 우승 (팀 미드)

## 대회 경력

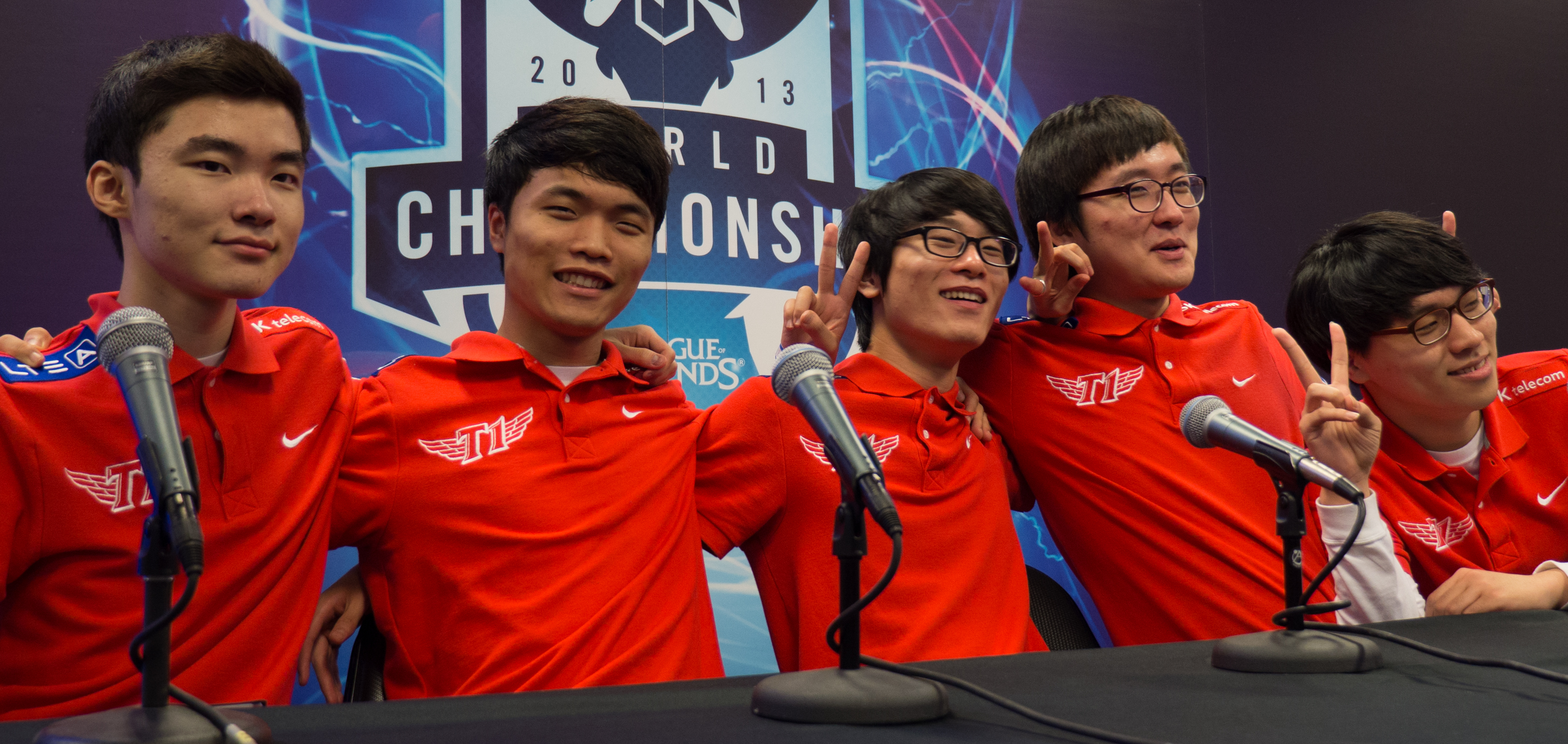
페이커(제일 왼쪽) 선수와 함께있는 T1 선수들. 시즌 3 월드 챔피언십 우승 인터뷰 사진.

| Year | Team             | Event                                                       | Place    |
| ---- | ---------------- | ----------------------------------------------------------- | -------- |
| 2013 | SK Telecom T1 #2 | OLYMPUS Champions Spring 2013                               | 3위      |
| 2013 | SK Telecom T1 #2 | Asian Indoor-Martial Arts Games 2013 Korean 선발전          | 9위–16위 |
| 2013 | SK Telecom T1 #2 | AMD-INVEN GamExperience                                     | 3위–4위  |
| 2013 | SK Telecom T1    | HOT6iX Champions Summer 2013                                | 우승     |
| 2013 | SK Telecom T1    | Season 3 World Championship 한국대표팀 선발전               | 1위      |
| 2013 | SK Telecom T1    | Season 3 World Championship                                 | 우승     |
| 2013 | SK Telecom T1    | 2013 WCG Korean 선발전                                      | 3위–4위  |
| 2014 | SK Telecom T1 K  | PANDORA.TV Champions Winter 2013-2014                       | 우승     |
| 2014 | SK Telecom T1 K  | HOT6iX Champions Spring 2014                                | 5위–8위  |
| 2014 | SK Telecom T1 K  | League of Legends All-Star Invitational 2014                | 우승     |
| 2014 | SK Telecom T1 K  | bigfile NLB Spring 2014                                     | 3위      |
| 2014 | SK Telecom T1    | SKT LTE-A LoL Masters 2014                                  | 준우승   |
| 2014 | SK Telecom T1 K  | IT ENJOY NLB Summer 2014                                    | 우승     |
| 2014 | SK Telecom T1 K  | HOT6iX Champions Summer 2014                                | 5위–8위  |
| 2014 | SK Telecom T1 K  | Season 4 World Championship 한국대표팀 선발전               | 2위      |
| 2015 | SK Telecom T1    | SBENU Champions Korea Spring 2015                           | 우승     |
| 2015 | SK Telecom T1    | League of Legends Mid-Season Invitational 2015              | 준우승   |
| 2015 | SK Telecom T1    | SBENU Champions Korea Summer 2015                           | 우승     |
| 2015 | SK Telecom T1    | Season 5 World Championship                                 | 우승     |
| 2015 | SK Telecom T1    | League of Legends KeSPA Cup 2015                            | 3위–4위  |
| 2015 | Team Fire        | League of Legends All-Star 2015                             | 우승     |
| 2016 | SK Telecom T1    | Intel Extreme Masters Season X - World Championship         | 우승     |
| 2016 | SK Telecom T1    | League of Legends Champions Korea Spring 2016               | 우승     |
| 2016 | SK Telecom T1    | League of Legends Mid-Season Invitational 2016              | 우승     |
| 2016 | SK Telecom T1    | Coca-Cola Zero League of Legends Korea Summer Playoffs 2016 | 3위      |
| 2016 | SK Telecom T1    | Season 6 World Championship                                 | 우승     |
| 2016 | SK Telecom T1    | League of Legends KeSPA Cup 2016                            | 3위–4위  |
| 2016 | Team Fire        | League of Legends All-Star 2016                             | 준우승   |
| 2017 | SK Telecom T1    | League of Legends Champions Korea Spring 2017               | 우승     |
| 2017 | SK Telecom T1    | League of Legends Mid-Season Invitational 2017              | 우승     |
| 2017 | SK Telecom T1    | League of Legends Rift Rivals 2017 LCK-LPL-LMS              | 준우승   |
| 2017 | SK Telecom T1    | League of Legends Champions Korea Summer 2017               | 준우승   |
| 2017 | SK Telecom T1    | Season 7 World Championship                                 | 준우승   |
| 2017 | SK Telecom T1    | League of Legends KeSPA Cup 2017                            | 3위–4위  |
| 2017 | LCK              | League of Legends All-Star 2017                             | 3위–4위  |
| 2018 | SK Telecom T1    | League of Legends Champions Korea Spring 2018               | 4위      |
| 2018 | SK Telecom T1    | League of Legends Rift Rivals 2018 LCK-LPL-LMS              | 준우승   |
| 2018 | SK Telecom T1    | League of Legends Champion Korea Summer 2018                | 7위      |
| 2018 | South Korea      | 2018 Jakarta Palembang Asian Games                          | 은메달   |
| 2018 | SK Telecom T1    | 2018 World Championship 한국대표팀 선발전                   | 4위      |
| 2018 | Team East        | League of Legends All-Star 2018                             | 우승     |
| 2018 | SK Telecom T1    | League of Legends KeSPA Cup 2018                            | 5위–8위  |
| 2019 | SK Telecom T1    | League of Legends Champions Korea Spring 2019               | 우승     |
| 2019 | SK Telecom T1    | League of Legends Mid-Season Invitational 2019              | 3위–4위  |
| 2019 | SK Telecom T1    | League of Legends Rift Rivals 2019 LCK-LPL-LMS-VCS          | 우승     |
| 2019 | SK Telecom T1    | League of Legends Champions Korea Summer 2019               | 우승     |
| 2019 | SK Telecom T1    | Season 9 World Championship                                 | 3위–4위  |
| 2019 | LCK              | League of Legends All-Star 2019                             | 우승     |
| 2020 | T1               | League of Legends KeSPA Cup 2019                            | 3위–4위  |
| 2020 | T1               | League of Legends Champions Korea Spring 2020               | 우승     |
| 2020 | T1               | 2020 Mid-Season cup                                         | 7위–8위  |
| 2020 | T1               | League of Legends Champions Korea Summer 2020               | 5위      |
| 2020 | T1               | 2020 World Championship 한국대표팀 선발전                   | 2위      |
| 2020 | LCK              | League of Legends All-Star 2020                             | 우승     |
| 2021 | T1               | League of Legends Champions Korea Spring 2021               | 4위      |
| 2021 | T1               | League of Legends Champions Korea Summer 2021               | 준우승   |
| 2021 | T1               | 2021 World Championship 한국대표팀 선발전                   | 1위      |
| 2021 | T1               | Season 11 World Championship                                | 3위–4위  |
| 2022 | T1               | League of Legends Champions Korea Spring 2022               | 우승     |
| 2022 | T1               | 2022 Mid-Season Invitational                                | 준우승   |
| 2022 | T1               | League of Legends Champions Korea Summer 2022               | 준우승   |
| 2022 | T1               | Season 12 World Championship                                | 준우승   |
| 2023 | Team Faker       | 2023 League of Legends Season Kick off                      | 준우승   |
| 2023 | T1               | League of Legends Champions Korea Spring 2023               | 준우승   |
| 2023 | T1               | 2023 Mid-Season Invitational                                | 3위      |
| 2023 | T1               | League of Legends Champions Korea Summer 2023               | 준우승   |
| 2023 | South Korea      | 2022 Hangzhou Asian Games                                   | 금메달   |
| 2023 | T1               | Season 13 World Championship                                | 우승     |
| 2024 | Team Mid         | 2024 League of Legends Season Kick off                      | 준우승   |
| 2024 | T1               | League of Legends Champions Korea Spring 2024               | 준우승   |
| 2024 | T1               | 2024 Mid-Season Invitational                                | 3위      |
| 2024 | T1               | 2024 Esports World Cup                                      | 우승     |
| 2024 | T1               | League of Legends Champions Korea Summer 2024               | 3위      |
| 2024 | T1               | 2024 World Championship 한국대표팀 선발전                   | 2위      |
| 2024 | T1               | Season 14 World Championship                                | 우승     |

## 방송 출연 이력
- 2018년 SBS 《SBS 스페셜 - 新 한류 어벤저스: 왕서방이 다시 온다》 (507회)
- 2018년 KBS2 《대국민 토크쇼 안녕하세요》 (389회)
- 2020년 MBC 《황금어장 라디오스타》 (650회)
- 2020년 KBS2 《더 드리머》
- 2020년 tvN 《유 퀴즈 온 더 블럭》
- 2020년 V live《달려라 방탄》(114회)
- 2023년 tvN 《유 퀴즈 온 더 블럭》
- 2024년 JTBC 《아는형님》

## 영화 출연 이력
- 2024년 《레드불 T1 다큐멘터리: 함께 날아오르다》